# Josip Šimić (Handballspieler)
Josip Šimić (* 10. Mai 2000 in Berlin, Deutschland) ist ein kroatischer Handballspieler. Er wurde in Berlin in einer kroatischen Familie geboren.

## Karriere

### Im Verein
Josip Šimić begann bei den Füchsen Berlin mit dem Handball und spielte ab 2016 in der Jugend des 1. VfL Potsdam. Darauf schaffte er den Sprung in das Drittligateam. Mit Potsdam stieg er 2022 in die 2. Bundesliga auf. In der Saison 2023/24 war er mit 153 Toren zweitbester Torschütze der Potsdamer und stieg zudem in die 1. Bundesliga auf. Im Sommer 2025 wechselte er zur HSG Wetzlar.

### In Auswahlmannschaften
Mit der kroatischen Jugend-Nationalmannschaft belegte er bei der U19-Weltmeisterschaft 2019 den 10. Platz.
Am 12. Januar 2025 debütierte er in der A-Nationalmannschaft mit drei Toren beim 33:25-Sieg gegen Slowenien. Bei der anschließenden Weltmeisterschaft 2025 warf er vier Tore in sieben Partien und gewann mit Kroatien die Silbermedaille.